# Kuma brevicauda
Kuma brevicauda är en plattmaskart som beskrevs av Ernst Marcus 1950. Kuma brevicauda ingår i släktet Kuma och familjen Haploposthiidae. Inga underarter finns listade i Catalogue of Life.